# Distretto di Zawiya
Il distretto di Zawiya (in arabo شعبية الزاوية‎?, al-Zāwiya) è uno dei 22 distretti della Libia. Si trova nel nord-ovest della Libia, nella regione storica della Tripolitania.